# Stroganowowie

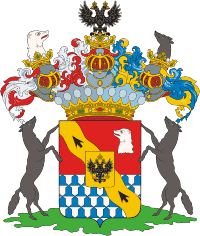
Herb Stroganowów

Stroganowowie – ród kupców i przemysłowców rosyjskich. W XVI wieku Stroganowowie otrzymali od rządu ogromne obszary gruntu w ziemi permskiej. Gramota carska w 1574 nadała im ziemie za Uralem (ponad milion dziesięcin) i zezwoliła na budowę grodów warownych i osadzenie w nich najemnej załogi. Stroganowowie, wykorzystując siły zbrojne, zajmowali ziemie ludów syberyjskich i osadzali na nich chłopów rosyjskich. Rozwijali rolnictwo, zakładali warzelnie soli i eksploatowali bogactwa naturalne. Stała groźba ze strony Chanatu Syberyjskiego zmusiła Siemiona i Nikitę Stroganowów do przedsięwzięcia na własny koszt wyprawy na chanat oddziału najemnych Kozaków pod wodzą Jermaka Timofiejewicza (1581–1585), od której rozpoczął się podbój Syberii przez Rosję. Stroganowowie niejednokrotnie pożyczali rządowi pieniądze na cele wojenne. W XVIII wieku otrzymali tytuł baronów, następnie hrabiów. W XIX spokrewnili się z domem panującym.